# Pešćenica Vinička
Pešćenica Vinička jest naselje u Republici Hrvatskoj u sastavu Općine Vinica u Varaždinskoj županiji. 

## Stanovništvo
Prema popisu stanovništva iz 2001. godine naselje je imalo 150 stanovnika te 52 obiteljskih kućanstava. Prema popisu iz 2011. u naselju je obitavalo 125 stanovnika.
| broj stanovnika | 118   | 124   | 158   | 179   | 208   | 256   | 244   | 285   | 325   | 283   | 252   | 219   | 213   | 171   | 150   | 125   | 108   |
|                 | 1857. | 1869. | 1880. | 1890. | 1900. | 1910. | 1921. | 1931. | 1948. | 1953. | 1961. | 1971. | 1981. | 1991. | 2001. | 2011. | 2021. |